# Granada CF
Granada Club de Fútbol är en spansk fotbollsklubb från Granada. Klubben grundades 1931 och spelar i La Liga, spanska förstadivisionen. Hemmamatcherna spelas på Nuevo Estadio Los Cármenes.

## Historia
Klubben bildades den 14 april 1931 som Recreativo de Granada, och efter sin första säsong (1931/1932) vann klubben Tercera Regional – Región Sur. Laget gjorde La Liga-debut säsongen 1941/1942, och 1959 kom Granadas största merit genom att nå final i Copa del Generalísimo (men där förlust mot Barcelona med 4-1).
Under 1980-talet spelade Granada några få säsonger i Segunda División men spelade mest i Segunda División B. Laget åkte sedan också ner till Tercera División säsongen 2002/2003, på grund av uteblivna löner till sina spelare, men efter fyra säsonger där anlände förre Real Madrid-presidenten Lorenzo Sanz och hans son Paco till klubben – varefter laget åter lyckades avancera till Segunda División B.
Sommaren 2009 var klubben på grund av stora ekonomiska svårigheter på gränsen till konkursstängning, men skrev på ett samarbetsavtal med den italienska klubben Udinese. Två säsonger senare kom Granada att lyckas göra återkomst till La Liga, efter 35-års frånvaro.
I juni 2016 blev den kinesiska affärsmannen Jiang Lizhang den nya ägaren av klubben.

## Spelare

### Spelartruppen
| Nr | Land       | Pos | Namn                 |
| -- | ---------- | --- | -------------------- |
| 1  | Portugal   | MV  | Rui Silva            |
| 2  | Guadeloupe | F   | Dimitri Foulquier    |
| 4  | Frankrike  | MF  | Maxime Gonalons      |
| 5  | Spanien    | MF  | Luis Milla           |
| 6  | Spanien    | F   | Germán (vice-kapten) |
| 7  | Spanien    | A   | Antoñín              |
| 8  | Kamerun    | MF  | Yan Eteki            |
| 9  | Spanien    | A   | Roberto Soldado      |
| 10 | Spanien    | A   | Antonio Puertas      |
| 11 | Venezuela  | A   | Darwin Machís        |
| 12 | Nigeria    | MF  | Ramon Azeez          |
| 13 | Spanien    | MV  | Aarón                |

| Nr | Land      | Pos | Namn                                         |
| -- | --------- | --- | -------------------------------------------- |
| 14 | Spanien   | A   | Fede Vico                                    |
| 15 | Spanien   | F   | Carlos Neva                                  |
| 16 | Spanien   | F   | Víctor Díaz (lagkapten)                      |
| 17 | Spanien   | F   | Quini                                        |
| 18 | Colombia  | F   | Neyder Lozano                                |
| 19 | Spanien   | MF  | Ángel Montoro                                |
| 20 | Spanien   | F   | Jesús Vallejo (på lån från Real Madrid)      |
| 21 | Venezuela | MF  | Yangel Herrera (på lån från Manchester City) |
| 22 | Portugal  | F   | Domingos Duarte                              |
| 23 | Spanien   | A   | Jorge Molina                                 |
| 24 | Brasilien | A   | Kenedy (på lån från Chelsea)                 |
| 26 | Spanien   | A   | Alberto Soro                                 |

### Utlånade spelare
| Nr | Land | Pos | Namn |
| -- | ---- | --- | ---- |

| Nr | Land | Pos | Namn |
| -- | ---- | --- | ---- |

## Meriter
- Segunda División: 1940/1941, 1956/1957, 1967/1968
- Segunda División B: 1982/1983, 1999/2000, 2009/2010
- Tercera División: 1933/1934, 2003/2004, 2005/2006

- Copa del Rey: Andra plats 1958/1959
- Bästa La Liga position: Sexa 1971/1972, 1973/1974
- La Ligas maratontabell: 22:a

- Copa de Andalucía: 1932/1933

- Antonio Puerta Trophy: 2010

## Matchställ
Klubbens matchställ var från början en tröja med blå och vita vertikala ränder och vita shorts.
I slutet av 1970-talet bytte klubben från vertikala till horisontella streck för att muntra upp supportrarna. Sedan dess har flera förändringar mellan horisontellt och vertikalt gjorts. Säsongen 2004/2005 beslöt klubben slutligen att använda horisontella ränder.

### Tröjsponsorer och Ställtillverkare
| Period    | Ställtillverkare | Tröjsponsor              |
| --------- | ---------------- | ------------------------ |
| 1983–1987 | Joma             | La General               |
| 1987–1990 | Umbro            | Puleva                   |
| 1991–1992 | Lotto            | Ingen                    |
| 1992–1993 | Lotto            | CC Neptuno               |
| 1993–1994 | Lotto            | Sierra Nevada 95         |
| 1994–1996 | Lotto            | Cervezas Alhambra        |
| 1996–1998 | Kelme            | Cervezas Alhambra        |
| 1998–2000 | Joma             | Jimesa                   |
| 2000–2002 | Joma             | Granada 2010             |
| 2002–2003 | Joma             | La General               |
| 2003–2004 | Bemiser          | Caja Rural               |
| 2004–2005 | Elements         | Agua Sierra Cazorla      |
| 2005–2006 | Umbro            | Ingen / Puertas Castalla |
| 2006–2007 | Umbro            | CajaSur                  |
| 2007–2009 | Patrick          | CajaSur                  |
| 2009–2010 | Macron           | Covirán                  |
| 2010–2012 | Legea            | Caja Granada             |
| 2012–2014 | Luanvi           | Caja Granada             |
| 2014–2016 | Joma             | Solver                   |
| 2016–2018 | Joma             | Energy King              |
| 2018–2019 | Erreà            | Ingen                    |
| 2019–2023 | Nike             | Ingen                    |